# Spokój
Spokój (polonès: Calma) és una pel·lícula del director polonès Krzysztof Kieślowski feta el 1976 però no exhibida fins a la seva emissió a la televisió polonesa el 1980. És protagonitzada per Jerzy Stuhr, Izabella Olszewska, i Jerzy Trela. Basada en una història de Lech Borski i un guió de Kieślowski i Jerzy Stuhr, la pel·lícula tracta sobre un jove que abandona la presó després d'una condemna de tres anys per intentar començar una nova vida. Els seus somnis d'una vida millor es trenquen, però, quan es veu obligat a entrar en un conflicte entre el cap corrupte d'una empresa de construcció i els seus companys de feina que fan una vaga. Spokój es va rodar a Cracòvia i es va completar el 1976, però va ser prohibit per l'estat per la seva temàtica: les vagues eren il·legals a Polònia durant aquell temps. La pel·lícula es va mostrar finalment a la televisió polonesa per primera vegada el 19 de setembre de 1980. El 1981 va rebre el premi del jurat especial del Festival de Cinema Polonès.

## Argument
Un jove a Polònia, Antek Grak (Jerzy Stuhr), surt de la presó després de complir una condemna de tres anys. Deixant la seva ciutat natal de Cracòvia, Antek es dirigeix a un lloc de construcció a Silèsia on no se'l coneix. Somia amb viure una vida senzilla, amb feina, dona i casa. A Silèsia està ansiós per evitar problemes i és amable amb els seus companys i agraït al seu empresari per haver-lo contractat.
Antek coneix una dona jove simpàtica, s'enamora i es casa. La seva nova vida alegre s'interromp aviat, però, quan es veu involucrat en un conflicte laboral. Els materials de construcció han desaparegut i el cap d'Antek, implicat en el robatori, descompta la pèrdua del salari dels treballadors. Pensant que pot confiar en Antek, el cap intenta implicar-lo en els seus negocis sinistres.
Aviat esclata una vaga entre els treballadors. Lligat entre el seu cap i els seus companys de feina, Antek, a qui només li interessa trobar la pau, es presenta a la feina. Creient que Antek estava aliat amb el seu cap corrupte, els treballadors en vaga el van colpejar mentre murmura, "Calma ... calma ..."

## Repartiment
- Jerzy Stuhr com a Antek Gralak
- Izabella Olszewska
- Jerzy Trela
- Jan Adamski
- Marian Cebulski
- Edward Dobrzanski
- Ryszard Dreger
- Jerzy Fedorowicz
- Stanislaw Gronkowski
- Elzbieta Karkoszka
- Stanislaw Marczewski
- Stefan Mienicki
- Jan Nizinski
- Ryszard Palik
- Danuta Ruksza
- Janusz Sykutera
- Feliks Szajnert
- Michal Szulkiewicz
- Grzegorz Warchol
- Ferdynand Wójcik
- Michal Zarnecki

## Recepció

### Premis i nominacions
- Festival de Cinema Polonès 1981 Premi especial del jurat (Krzysztof Kieslowski) Guanyador[7]